# 1834 у літературі
Стаття є списком літературних подій та публікацій у 1834 році.

## Книги
- «Батько Горіо» — роман Оноре де Бальзака.
- «Пікова дама» — повість Олександра Пушкіна.

## П'єси
- «Балладина» — трагедія в п'яти діях Юліуша Словацького.
- «Кордіан» — драма Юліуша Словацького.

## Поезія
- «Пан Тадеуш» — поема Адама Міцкевича.

## Народилися
- 24 березня — Вільям Морріс, англійський художник, письменник, теоретик мистецтва (помер у 1896).
- 9 липня — Ян Неруда, чеський письменник (помер у 1891)
- 8 серпня — Юрій Федькович, видатний письменник романтичного напряму, предвісник українського національного відродження Буковини (помер у 1888).

## Померли
- 25 липня — Семюел Тейлор Колрідж, англійський поет і літературний критик (народився в 1772).
- 27 грудня — Чарлз Лем, англійський поет, публіцист і літературний критик епохи романтизму (народився в 1775).

| Література | Це незавершена стаття про літературу. Ви можете допомогти проєкту, виправивши або дописавши її. |